# 小松川警察署
小松川警察署（こまつがわけいさつしょ）は警視庁が管轄する警察署の一つである。署員数、約480名。以前は大規模警察署扱いで署長は警視正であったが、近年は中規模署扱いとなり、理事官経験者の警視が就任している。第七方面本部所属。
江戸川区の中西部を管轄している。国道14号（京葉道路）に面している。
識別章所属表示はTG。

## 所在地
- 東京都江戸川区松島一丁目19番22号
  - 最寄駅：東京都交通局地下鉄新宿線船堀駅

## 施設
- 代用監獄（留置場）

## 管轄区域
江戸川区のうち、以下の町丁を管轄。特記のないものはその町丁の全域を管轄。
- 小松川1丁目から4丁目
- 平井1丁目から7丁目
- 東小松川1丁目から4丁目
- 西小松川町
- 松島1丁目から4丁目
- 松江1丁目から7丁目
- 中央1丁目から2丁目・3丁目（14番から16番の各一部、17番から19番、20番の一部を除く）・4丁目（19番の一部を除く）（中央3・4丁目の各一部は小岩警察署の管轄）
- 西一之江1丁目から4丁目
- 大杉1丁目から4丁目・5丁目（30番から31番を除く）（大杉4丁目の一部は小岩警察署の管轄）
- 東篠崎町
- 東篠崎1丁目から2丁目
- 下篠崎町
- 篠崎町2丁目から7丁目・8丁目（1番から2番、8番から11番）（篠崎町1丁目と前記以外の8丁目は小岩警察署の管轄）
- 南篠崎町1丁目から5丁目
- 谷河内1丁目から2丁目
- 新堀1丁目から2丁目
- 一之江1丁目から8丁目
- 春江町1丁目から4丁目（春江町5丁目は葛西警察署の管轄）
- 瑞江1丁目から4丁目
- 西瑞江3丁目から4丁目（西瑞江5丁目は葛西警察署の管轄。なお、西瑞江1・2丁目は現存しない）
- 江戸川1丁目から4丁目（江戸川5・6丁目は葛西警察署の管轄）
- 東瑞江1丁目から3丁目

## 沿革
- 1875年（明治8年）12月：第六方面第二警察署開設。
- 1881年（明治14年）1月：森下町警察署に改称
- 1890年（明治23年）4月：小松川警察署に改称。
- 1918年（大正7年）3月：亀戸警察署（現：城東警察署）、本署より分離開設。
- 1923年（大正12年）10月：小松川警察署亀有分署、本署より分離開設。
- 1929年（昭和4年）11月：砂町警察署（現：城東警察署）、本署より分離開設。
- 1946年（昭和21年）3月：小岩警察署、本署より分離開設。
- 1982年（昭和57年）5月：葛西警察署、本署より分離開設。

## 組織
- 警務課
- 会計課
- 交通課
- 警備課
- 地域課
- 刑事組織犯罪対策課
- 生活安全課

## 交番
- 平井七丁目交番（江戸川区平井七丁目51番12号）
- 平井駅前交番（江戸川区平井三丁目30番3号）
- 小松川四丁目交番（江戸川区小松川四丁目79番13号）
- 小松川一丁目交番（江戸川区小松川一丁目4番3号）
- 松江交番（江戸川区松江一丁目16番21号）
- 京葉通交番（江戸川区中央二丁目27番15号）
- 八蔵橋交番（江戸川区中央四丁目6番3号）
- 松島四丁目交番（江戸川区松島四丁目42番9号）
- 一之江交番（江戸川区一之江四丁目36番）
- 今井交番（江戸川区西瑞江四丁目5番3号）
- 東小松川交番（江戸川区松江三丁目1番3号）
- 南篠崎交番（江戸川区南篠崎町五丁目12番7号）
- 篠崎駅前交番（江戸川区篠崎町七丁目27番15号先）
- 東瑞江交番（江戸川区東瑞江二丁目17番12号）
- 瑞江駅前交番（江戸川区瑞江二丁目2番1号）

## 駐在所
- 椿町駐在所（江戸川区春江町二丁目34番9号）

## 不祥事
- 2008年5月、小松川署巡査長（43）が、大阪府の電気量販店で他人名義のクレジットカードを使って約15万円のノートパソコンを購入しようとした。他に大阪までの航空券及び都内で灯油など3件の買い物（計約1万5000円相当）をした記録もあった。クレジットカードは月島署の警察独身寮に別の警察官宛に配達された物を盗んだと認めている。

- 2012年12月、小松川署地域課の男性巡査（24）が、交通違反の取り締まり中に運転席の20代の女性の胸を触ったとして、特別公務員暴行陵虐容疑で書類送検した。送検容疑は10月5日午前1時20分頃、東京都江戸川区平井の路上で、取り締まりをしていた際、運転中に携帯電話を使用したとして、交通違反切符を切った女性の胸を触るなどした疑い。

## 主な事件
- 小松川事件
- 篠崎ポンプ所女性バラバラ身元不明殺人事件 - 未解決（公訴時効成立）
- 東篠崎二丁目篠崎ポンプ所敷地内個人タクシー強盗殺人事件 - 未解決[1]
- 平井四丁目マンション内女性強盗殺人事件 - 未解決[2]